# Гінтере-Шверце
Гінтере Шверце (нім. вимова: [ˈhɪntəʀə ˈʃvɛʁʦə] ( прослухати); італ. Cima Nera) — гора на кордоні між Австрією та Італією. У 3 628 метрів (11 903 фут), це четверта за висотою вершина Ецтальських Альп.

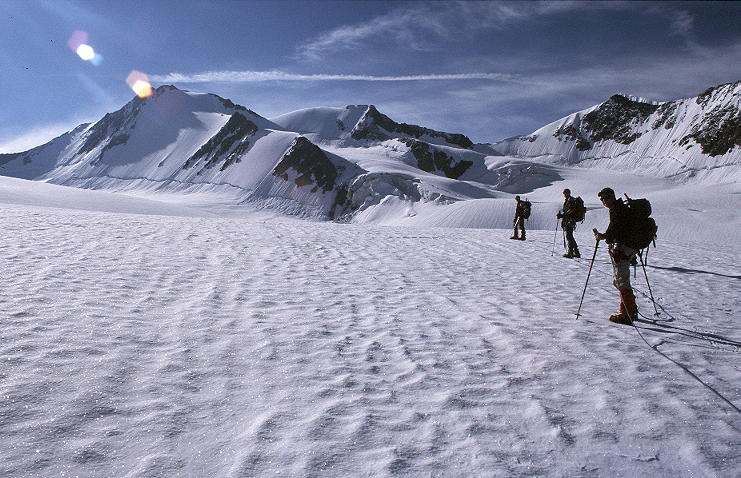
Північна грань Гінтере Шверце, червень 2002 р.